# Der Triumph der Empfindsamkeit
Der Triumph der Empfindsamkeit ist „eine dramatische Grille“ in sechs Akten von Johann Wolfgang Goethe. Die erste Fassung entstand im Dezember 1777. Das Stück wurde am 30. Januar 1778 im Weimarer Hoftheater mit Musik von Carl Friedrich Siegmund von Seckendorff uraufgeführt. Goethe selbst spielte den Andrason. Corona Schröter spielte die Mandandane. 1787 lag die zweite Fassung gedruckt vor.

## Inhalt
Andrason befragt das Orakel. Prompt bekommt er zur Antwort:
Wenn wird ein greiflich Gespenst von schönen Händen entgeistert,
Und der leinene Sack seine Geweide verleiht
Wird die geflickte Braut mit dem Verliebten vereinet:
Dann kommt Ruhe und Glück, Fragender, über dein Haus.
Der Prinz führt auf seinen Zügen überall die Natur mit herum. In Kästen enthält sie u. a. eine sprudelnde Quelle, Vogelgesang und den Mondschein. Nur kühle Lüfte fehlen noch. Zudem gehört zum Reisegepäck eine geheimnisvolle Laube. Darin sitzt eine lebensgroße Puppe, die geflickte Braut, in die der Prinz verliebt ist. Die ausgestopfte Puppe enthält neben Häckerling noch drei Empfindsamkeiten. Das sind Zauberbücher: Siegwart, eine Klostergeschichte in drei Bänden, Julie oder Die neue Heloise und Die Leiden des jungen Werthers.
Verwundert stellt Mandandane fest, dass jene Puppe das getreue Abbild der eigenen königlichen Person darstellt. Weiß die Königin doch, dass der Prinz sie liebt. Die ganze Geschichte mit der Puppe findet ihr Ehemann, König Andrason, gar nicht amüsant. So macht er ein wenig erbost die Probe aufs Exempel. Andrason überredet seine Gemahlin, hinter dem Rücken des Prinzen den Platz der Puppe in der Laube einzunehmen.
Der Prinz öffnet die Laube und mag die lebendige Mandandane nicht, denn er ist in seine Puppe verliebt. Andrason erfüllt den Rest des Orakels. Er gibt dem Prinzen die Puppe zurück und erhält dafür seine Königin. Somit kommen Ruhe und Glück über alle Beteiligten.

## Form
In den vierten Akt ist das Monodrama Mandandane als Proserpina, eine lange Klage, eingelegt. Die Götter und ihr Mund, das Orakel, spielen zwar Nebenrollen, sind aber präsent.
Der junge Dramatiker Goethe reimt:
Mandandane zu Andrason:
Laß uns den Bund erneuen,
Gib wieder deine Hand!
Verzeih, daß ich den Treuen,
So töricht dich verkannt.
Prinz zur Puppe:
Was, Menschen zu erfreuen,
Die Götter je gesandt,
Das Leben zu erneuen,
Fühl ich an deiner Hand!

## Selbstzeugnis
„Der Triumph der Empfindsamkeit ist bis auf den ersten Ackt fertig. Das Stück hat eine Gestalt, und ich hoffe, es soll einen besondern Effeckt thun.“

## Rezeption
- Nach Wilpert ist das Spiel eine „übermütige Satire“ auf jene „Wertherkrankheit“, die Goethe selber ausgelöst hatte. Vorbild für den Prinzen soll Lenz gewesen sein. Goethe kehre sich in dem Stück „vom Gefühlskult des Sturm und Drang“ ab und wende sich der „klassischen Epoche“ zu.[3]
- Conrady hebt die „Selbstironie“ Goethes und sein Verspotten des übermäßigen Schwärmens für die Natur hervor.[4]